# 2003년 전국체육대회
제84회 전국체육대회는 2003년 10월 10일부터 2003년 10월 16일까지 대한민국 전라북도 일원에서 개최되었다.
1991년 제72회 대회개최 이후 12년만에 개최되었으며, 대회마스코트로 신명이를 채택하였다. 전시종목이 실시 되었으며(산악, 바둑), 체전사상 도핑 및 후원사를 실시하였다.

## 개요
- 대회명칭 : 제84회 전국체육대회
- 개최기간 : 2003년 10월 10일 ~ 2003년 10월 16일
- 개최지 : 전라북도 (주개최지 : 전주시)
- 구호 : 굳센 체력, 알찬 단결, 빛나는 전진
- 참가인원 : 22,330명
- 종별 : 일반부, 대학부, 고등부
- 마스코트 : 신명이

## 종목

### 정식종목
| - 검도 - 골프 - 궁도 - 근대5종 - 농구 - 럭비 - 레슬링 - 배구 - 배드민턴 - 보디빌딩 | - 복싱 - 볼링 - 사격 - 사이클 - 세팍타크로 - 수영 (경영, 다이빙, 수구) - 수중 - 승마 - 씨름 - 야구 | - 양궁 - 역도 - 요트 - 우슈 - 유도 - 육상 - 인라인롤러 - 정구 - 조정 - 체조 | - 축구 - 카누 - 탁구 - 태권도 - 테니스 - 펜싱 - 하키 - 핸드볼 |

### 시범종목
- 소프트볼
- 트라이애슬론

## 종합 순위
개최지
| 순위 | 지역       | 점수   | 금  | 은  | 동   | 합계 |
| 1    | 경기도     | 75,981 | 120 | 126 | 120  | 366  |
| 2    | 서울특별시 | 64,093 | 135 | 87  | 102  | 324  |
| 3    | 전라북도   | 59,584 | 75  | 69  | 93   | 237  |
| 4    | 충청남도   | 43,338 | 48  | 52  | 64   | 164  |
| 5    | 경상북도   | 43,112 | 45  | 60  | 83   | 188  |
| 6    | 경상남도   | 39,676 | 40  | 49  | 79   | 168  |
| 7    | 전라남도   | 38,441 | 50  | 44  | 66   | 160  |
| 8    | 강원도     | 38,402 | 48  | 51  | 79   | 178  |
| 9    | 부산광역시 | 35,704 | 32  | 58  | 78   | 168  |
| 10   | 인천광역시 | 35,080 | 37  | 47  | 70   | 154  |
| 11   | 충청북도   | 33,965 | 36  | 45  | 58   | 139  |
| 12   | 대전광역시 | 31,567 | 37  | 49  | 52   | 138  |
| 13   | 광주광역시 | 30,857 | 38  | 33  | 64   | 135  |
| 14   | 대구광역시 | 29,798 | 32  | 26  | 57   | 115  |
| 15   | 울산광역시 | 26,645 | 45  | 22  | 36   | 103  |
| 16   | 제주도     | 14,016 | 29  | 22  | 31   | 82   |
| 총계 | 총계       | 총계   | 847 | 840 | 1132 | 2819 |

### 최우수 선수상
최우수 선수상은 한국체육기자연맹 기자단의 투표로 결정된다.
- 최우수 선수상(MVP) : 허희선 (부산광역시/육상)